# Leonardo Hernández (rejoneador)
Leonardo Hernández Narvaéz (Badajoz, España; 11 de diciembre de 1987) es un rejoneador español, hijo del también rejoneador Leonardo Hernández García, que fue además su padrino de alternativa en la Plaza de toros Los Califas.

## Biografía
Es hijo del rejoneador cordobés del mismo nombre. Desde pequeño vivió el mundo del caballo gracias a su progenitor. Debutó en público en mayo de 2004 y sólo dos años después se doctoró. Su padre le dio la alternativa el 28 de mayo en Córdoba, con Pablo Hermoso de Mendoza como testigo, cediéndole la lidia y muerte del toro "Cirilo" de Flores Tassara. Cortó una oreja.